# Mycena cinerella
Mycena cinerella è una specie non commestibile di funghi della famiglia Mycenaceae. Si trova principalmente in Europa e negli Stati Uniti, dove cresce sotto pini e abeti di Douglas. Questo piccolo fungo grigiastro ha un cappello che misura 1,5 cm di diametro, sopra un gambo alto 5 cm e spesso 2,5 mm. Le lamelle sono bianche o grigiastre, adnate. Ha basidi sia di due che di quattro spore.

## Descrizione

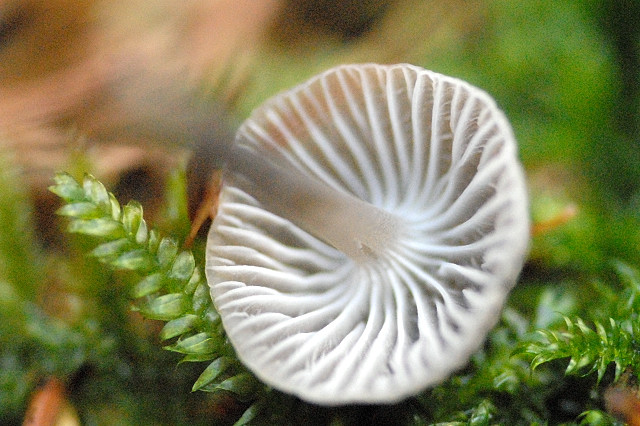
Lamelle di M. cinerella

Il cappello è grigiastro e piccolo, con un diametro generalmente compreso tra 0,5 e 1,5 cm, inizialmente emisferico, ottusamente conico, e poi convesso. Si espande durante la maturità, sviluppando scanalature visibili sulla superficie che corrispondono alle lamelle sotto il cappello. Quest'ultimo ha un umbone ampio e appiattito. La superficie è liscia e umida, con un margine viscido che con l'età diventa dentellato e talvolta smerlato, traslucido. La carne è sottile, grigia e resistente, con un potente odore e sapore farinoso. Le lamelle sono relativamente larghe (2–3 mm) e solo 18-26 di esse raggiungono il gambo, intervallate da lamelle più brevi. Le lamelle sono adnate, leggermente arcuate e decorrenti. Il fusto è di 2–5 cm di lunghezza, 1-2,5 mm di spessore, uguale in larghezza, cavo e fragile. La superficie del gambo è liscia e lucida, con il vertice inizialmente debolmente pruinoso. La base del gambo è scarsamente coperta con peli rigidi, ed è dello stesso colore del cappello o più pallido. Il fungo non è commestibile.

### Caratteristiche microscopiche
Le spore sono 7-9 da 4-5 micron, ellissoidali e lisce. I basidi hanno quattro spore, solo occasionalmente sono in combinazioni di quattro e due. I pleurocistidi non sono differenziati, i cheilocistidi sono incorporati nell'imenio e sono poco appariscenti. La carne delle lamelle è omogenea, e vira verso il marrone-violaceo quando macchiata di iodio. La carne del cappello ha una pellicola. Le ife sono larghe 10-20 micron.

## Tassonomia
Prima chiamata Agaricus cinerellus dal micologo finlandese Petter Karsten nel 1879, nello stesso anno è stata trasferita al genere Mycena. Nel 1936, in Flora Agaricina Danica Jakob Emanuel Lange fa invece riferimento al genere Omphalia; e Omphalia cinerea è ormai un sinonimo. M. cineroides è stata nominata e descritta come una specie distinta da M. cinerella da Hintikka nel 1963, tuttavia, uno specialista del genere Mycena, Maas Geesteranus, crede che dovrebbe essere trattata come un sinonimo di M. cinerella.

## Distribuzione e habitat
È una specie saprofita, che cresce dalla decomposizione di sostanze nutritive e simili detriti, convertendoli in humus e materia organica nel suolo. I corpi fruttiferi crescono in gruppi su aghi di pino e Abete di Douglas, di solito nella tarda estate e in autunno. Negli Stati Uniti, è stato raccolto da Michigan, Washington, Oregon e California. In Europa, viene trovato in Gran Bretagna, Norvegia, Polonia, e Svezia.